# Eva Dahlman (skådespelare)
För historikern, se Eva Dahlman (fotohistoriker)
Eva Maria Dahlman, född 21 januari 1958 i Umeå, är en svensk regissör och skådespelare.

## Biografi
Eva Dahlman var ensambarn i sin familj. Föräldrarna arbetade inom skolan, och fadern brukade läsa Shakespeare som godnattsaga för sin dotter. När Eva var fyra år flyttade familjen från Umeå till Stockholm. Föräldrarna ansåg dock storstaden något olämplig som lekplats, så Eva fick ofta leka inomhus och kunde då fantisera och leka tillsammans med sin bästis så mycket hon ville. Med stigande ålder trivdes även barnet Eva med att sitta inomhus och läsa. Via skolan kom så teatern in i hennes liv.   
| ”             | Så småningom började vi sätta upp pjäser i skolan. Alla som visste hur blyg jag var blev förvånade. Men jag kände att det var detta som var meningen med livet. I teatervärlden var allting möjligt. | „ |
| – Eva Dahlman | |   |

Som regissör fick Eva Dahlman nära kontakt med Ingmar Bergman under slutet av 1990-talet, då Bergman på eget initiativ tog på sig rollen som mentor för henne.

## Regi och skådespeleri
Eva Dahlman inledde sin teaterbana som skådespelare på 1980-talet, bland annat på Västanå teater. Hon har även gjort filmroller, som till exempel i Eva & Adam - Fyra födelsedagar och ett fiasko (2001), Livet i 8 bitar (2002) och Miffo (2003).
Regiutbildningen på Dramatiska Institutet följdes 1992 av praktik på Dramaten med Sam Shepards Fool for Love.
Eva Dahlman har därefter regisserat en lång rad teateruppsättningar, vid bland annat Göteborgs stadsteater, Riksteatern, Unga riks, Radioteatern, Stockholms stadsteater, Dramaten och Uppsala Stadsteater. På Dramaten regisserade Dahlman Arthur Millers En handelsresandes död (2010-2011).
Våren 2011 hade Tony Kushners Angels in America premiär på Stockholms Stadsteater i Eva Dahlmans regi, med Ola Rapace och Ida Engvoll i de ledande rollerna. Handlingen kretsar kring homosexualitet och aids i Ronald Reagans USA i slutet av 1980-talet.
Hösten 2011 satte Dahlman upp Ibsens Hedda Gabler på Dramaten med Maria Bonnevie i huvudrollen, samt 2012 Bertolt Brechts Den goda människan från Sezuan, med Lo Kauppi i huvudrollen som Shen Te.
År 2015 skrev Eva Dahlman tillsammans med dramatikern Malin Lagerlöf pjäsen Kvinnor över fyrtio - vad ska man med dem till?, som sattes upp av Dahlman på Uppsala Stadsteater samma år. 2016 gick Ingmar Bergmans Scener ur ett äktenskap upp på samma teater, i Dahlmans bearbetning och regi. Uppsättningen spelades för utsålda hus på Uppsala stadsteater våren 2016 och blev uttagen till Swedstage, varpå ett gästspel till Färöarna följde.
I januari 2017 hade Egenmäktigt Förfarande av Lena Andersson premiär på Scalateatern i Dahlmans bearbetning och regi. Uppsättningen som blev en publiksuccé hade därefter nypremiär på Maximteatern hösten 2017.
År 2018 regisserade Dahlman Ronald Harwoods Påklädaren för Dramaten, med Sven-Bertil Taube och Krister Henriksson i huvudrollerna. Uppsättningen som gjorde stor succé spelades fram till juni 2019.
Eva Dahlman har även regisserat film och tv, bland annat dramatiseringen av Edith Unnerstads bok Kastrullresan - Pip-Larssons, tv-serie för SVT (1998). Dahlman regisserade även En ängels tålamod för MTV (2001).

## Filmografi

### Roller
- 1983 – P&B
- 1984 – Två solkiga blondiner
- 1985 – Dödspolare
- 1988 – Sputnik
- 1991 – Harry Lund lägger näsan i blöt!
- 1992 – Kvällspressen (TV-serie)
- 1993 – Mannen på balkongen
- 1994 – Utmaningen
- 1996 – Att stjäla en tjuv
- 1998 – OP7 (TV-serie)
- 2001 – Eva & Adam - fyra födelsedagar och ett fiasko
- 2001 – Känd från TV
- 2002 – Livet i 8 bitar
- 2003 – Miffo
- 2019 – Helt perfekt (TV-serie)

### Regi
- 1992 – Rederiet (TV-serie)
- 1998 – Pip-Larssons (TV-serie)
- 2001 – En ängels tålamod (TV-serie)

## Teater

### Regi (ej komplett)
| År   | Produktion                                                      | Upphovsmän                                | Teater                     |
| ---- | --------------------------------------------------------------- | ----------------------------------------- | -------------------------- |
| 1992 | Fool for love                                                   | Sam Shepard                               | Dramaten                   |
| 1999 | Klas Klättermus Klatremus og de andre dyrene i Hakkebakkeskogen | Thorbjörn Egner                           | Dramaten                   |
| 1999 | Fröken Else Fräulein Else                                       | Arthur Schnitzler                         | Dramaten                   |
| 2001 | Tio exempel på kärlek                                           | David Hare                                | Dramaten                   |
| 2002 | Psykos 4.48 4.48 Psychosis                                      | Sarah Kane                                | Dramaten                   |
| 2003 | Detaljer                                                        | Lars Norén                                | Dramaten                   |
| 2006 | Blackbird                                                       | David Harrower                            | Dramaten                   |
| 2008 | Arsenik och gamla spetsar Arsenic and Old Lace                  | Joseph Kesselring                         | Stockholms stadsteater     |
| 2010 | En handelsresandes död Death of a Salesman                      | Arthur Miller                             | Dramaten                   |
| 2011 | Angels in America                                               | Tony Kushner                              | Stockholms Stadsteater     |
| 2011 | Hedda Gabler                                                    | Henrik Ibsen                              | Dramaten                   |
| 2012 | Den goda människan i Sezuan Der gute Mensch von Sezuan          | Bertolt Brecht                            | Dramaten                   |
| 2015 | Kvinnor över fyrtio - vad ska man med dem till?                 | Eva Dahlman/Malin Lagerlöf                | Uppsala Stadsteater        |
| 2016 | Scener ur ett äktenskap                                         | Ingmar Bergman Bearbetning av Eva Dahlman | Uppsala Stadsteater        |
| 2016 | Nattorienterarna                                                | Kristina Lugn                             | Kulturhuset Stadsteatern   |
| 2017 | Egenmäktigt förfarande                                          | Lena Andersson Bearbetning av Eva Dahlman | Scalateatern/ Maximteatern |
| 2018 | Påklädaren The Dresser                                          | Ronald Harwood                            | Dramaten                   |
| 2020 | Vem är rädd för Virginia Woolf? Who's Afraid of Virginia Woolf? | Edward Albee Översättning Östen Sjöstrand | Helsingborgs stadsteater   |
| 2021 | Britt-Marie var här                                             | Fredrik Backman Dramatisering Eva Dahlman | Riksteatern                |
| 2021 | Måsen Чайка, Tjajka                                             | Anton Tjechov Översättning Lars Kleberg   | Malmö Stadsteater          |
| 2022 | Så enkel är kärleken                                            | Lars Norén                                | Maximteatern               |
| 2025 | Lång dags färd mot natt Long Day's Journey into Night           | Eugene O'Neill Översättning Eva Dahlman   | Riksteatern                |